# صمام قلبي اصطناعي
صمام القلب الاصطناعي هو جهاز مزروع في قلب المريض بداء في أحد الصمامات القلبية. عندما يتعطل صمام واحد من صمامات القلب الأربعة، قد يكون الخيار الطبي هو استبدال الصمام الطبيعي بصمام اصطناعي. وهذا يتطلب جراحة القلب المفتوح.
الصمامات هي جزء لا يتجزأ من العمل الفسيولوجي الطبيعي للقلب البشري. وتطورت صمامات القلب الطبيعية إلى أشكال تؤدي متطلبات وظيفية على إحداث تدفق الدم أحادي الاتجاه من خلال هيكل صمام من غرفة واحدة من القلب إلى آخر. تصبح صمامات القلب الطبيعية مختلة لمجموعة متنوعة من الأسباب المرضية. قد تتطلب بعض الأمراض استبدال الجراحي الكامل للصمام القلب الطبيعي مع بدلة صمام القلب.

## أنواع صمامات القلب
يوجد ثلاثة أنواع رئيسية من صمامات القلب الاصطناعية
صمام القلب الميكانيكي
صمامات القلب (النسيجية) البيولوجية
صمامات القلب المهندسة الأنسجة

## صمامات القلب الميكانيكية
صمامات القلب الميكانيكية (MHV) هي أطراف اصطناعية مصممة لتكرار وظيفة الصمامات الطبيعية في قلب الإنسان. يحتوي قلب الإنسان أربعة صمامات: صمام ثلاثي الشرف، الصمام الرئوي، الصمام التاجي والصمام الأبهري. الغرض الرئيسي منها هو الحفاظ دون عوائق إلى الأمام من خلال تدفق القلب ومن القلب إلى الأوعية الدموية الرئيسية المتصلة القلب، والشريان الرئوي والشريان الأورطي. ونتيجة لعدد من العمليات المرض، سواء المكتسبة والخلقية، أي واحد من صمامات القلب الأربعة قد عطل ويؤدي إلى إما تضيق (إعاقة التدفق إلى الأمام) و/ أو تدفق للخلف (قلس). أعباء إما عملية قلب ويمكن أن يؤدي إلى مشاكل خطيرة بما في ذلك فشل القلب. ويقصد صمام القلب الميكانيكي لاستبدال صمام القلب المريضة مع ما يعادلها الاصطناعية.

## الصمامات البيولوجية
الصمامات البيولوجية يكون مصدرها الحيوانات مثل الخنازير والتي تخضع للعديد من العمليات الكيميائية لكي تكون مناسبة للزرع في الإنسان. بما أن قلب الخنزير يشبه قلب الإنسان إلى حد كبير وبالتالي يمثل التناسب التشريحي الأفضل للاستبدال. زراعة صمام من الخنزير يعد أحد أنواع نقل الأعضاء بين الكائنات الحية يسمى أيضاً بالطعم الأجنبي أو المغاير، والذي يعني الزرع من أجد الأنواع (في تلك الحالة الخنزير) لنوع آخر. هناك بعض المخاطر المرتبطة بالطعوم المغايرة مثل ميل الجسم البشري لرفض المواد الأجنبية. توجد أدوية لإعاقة هذا التأثير، ولكنها ليست دائما ناجحة.
نوع آخر من الصمام البيولوجي يستخدم الأنسجة البيولوجية لعمل وريقات يتم حياكتها في إطار معدني.وعادة ما يتم الحصول على هذه الأنسجة من غشاء تامور إما الأبقار أو الخيول.كيس التامور مناسب تماماً بشكل خاص لوريقة الصمام بسبب خصائصه الفيزيائية المتينة للغاية. يعتبر هذا النوع من الصمامات البيولوجي وسيلة فعالة للغاية لاستبدال صمام. يتم تعقيم الأنسجة لإزالة العلامات البيولوجية، وبالتالي القضاء على أي استجابة من الجهاز المناعي للمضيف. تكون الوريقات مرنة ودائمة ولا تتطلب من المريض أن يأخذ مرققات الدم لبقية حياته.

## المتطلبات الوظيفية لصمام القلب الاصطناعي
- قصور أو قلس طفيف
- تدرج طفيف للضغط عبر الصمام
- غير مُخَثِّر
- التصليح الذاتي
- الاستجابة الديناميكية السريعة

## تحديات تصميم صمامات القلب الاصطناعية
- تخثر الدم

## التكوين النموذجي لصمام القلب الاصطناعي
- مرتكز
- وريقات

## التاريخ

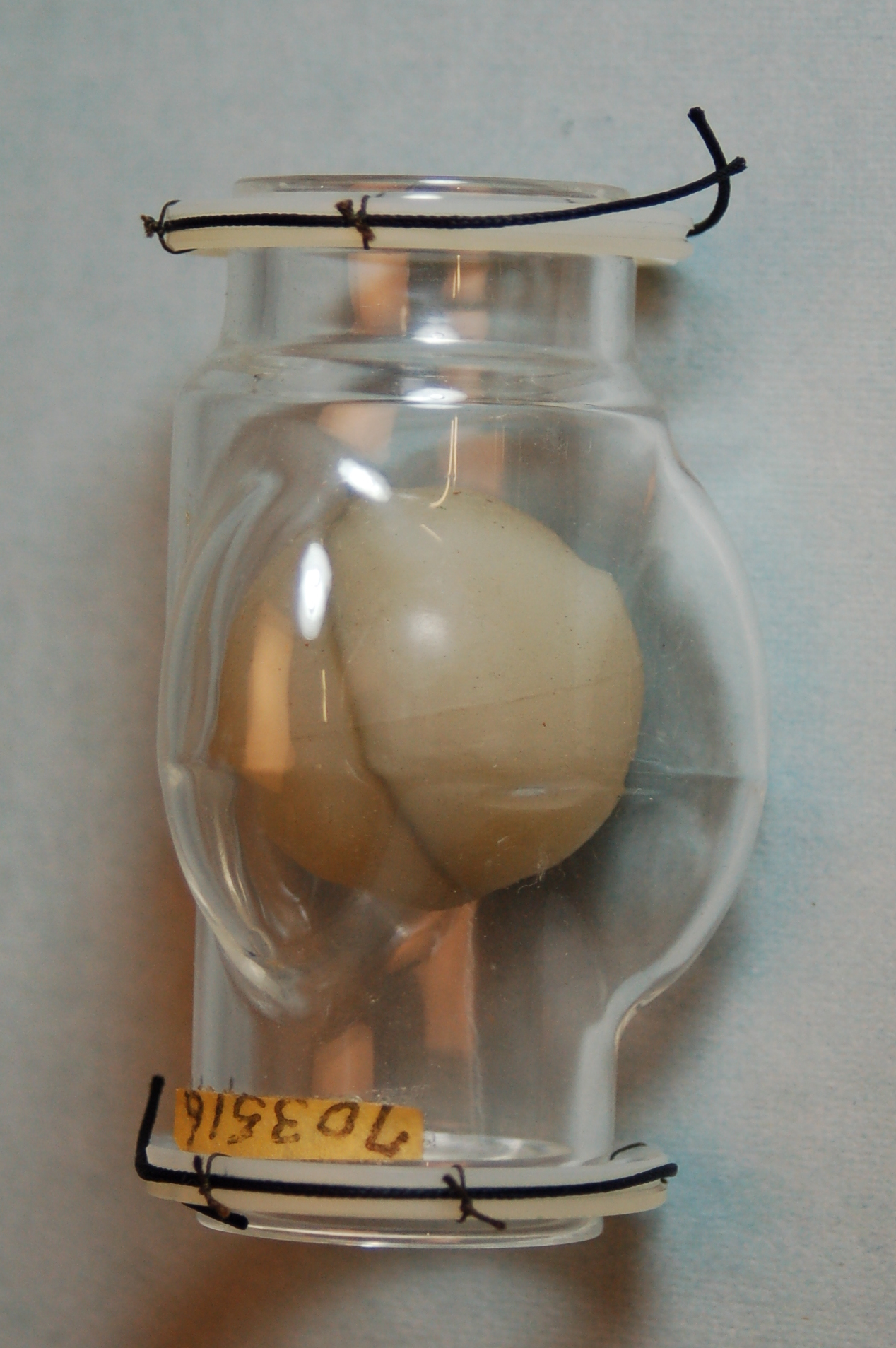
الصمام القلبي الاصطناعي الذي اخترعه الدكتورCharles A. Hufnage

في 1950s، طور الدكتور Charles A. Hufnagel. صمام القلب الاصطناعي. الصمام الميكانيكي الذي صممه كان يتكون من جزأين، كرة يحيط بها قفص وهو الاختلاف الأول من صمامات الكرة في قفص. في الأصل، تم تشييد القفص والكرة باستخدام البليكسيجلاس. بسبب الضوضاء الناتجة عن الاحتكاك بين الكرة والقفص، تم تغيير الكرة في وقت لاحق لاستخدام المواد المغلفة السيليكون.
تم إجراء زرع أول صمام قلب ميكانيكي في إنسان بواسطة الدكتور Hufnagel في 11 سبتمبر 1952 مستخدماً الصمام الذي طوره. أدى هذا الحدث إلى تسارع تطوير صمامات القلب الاصطناعية الأخرى.

## صور إضافية

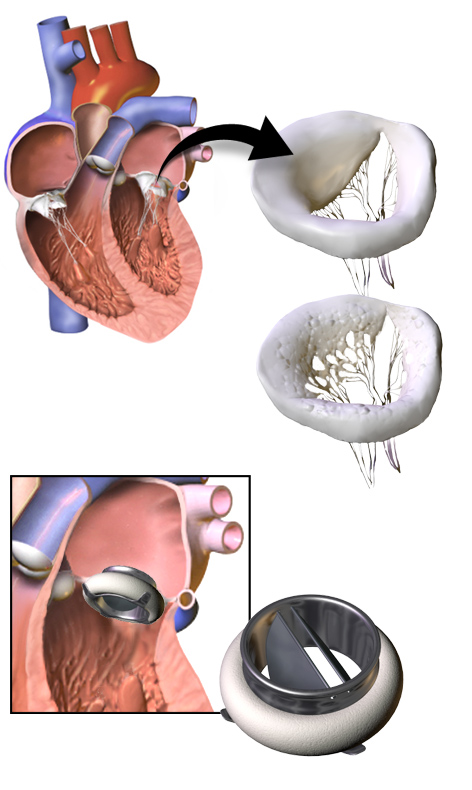
3D Rendering of Mechanical Valve
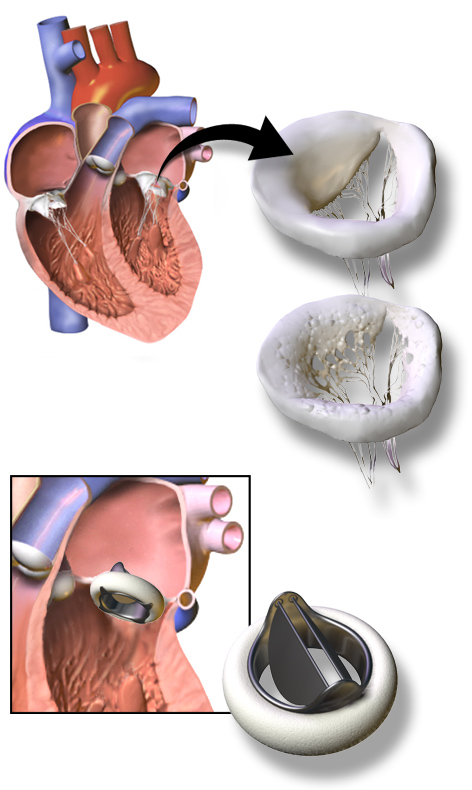
3D Rendering of Mechanical Valve (St. Francis model)